# 正光寺 (富士市)
正光寺（しょうこうじ）は、静岡県富士市に所在する日蓮正宗の寺院。山号は法榮山（ほうえいざん）。

## 起源と歴史
- 1616年（元和元年）4月7日 - 建立される。開基は日蓮正宗大石寺第15世法主日昌。
- 1966年（昭和41年）9月8日 - 改築される。

## 所在地
- 静岡県富士市境705

## 寺院周辺
- 愛生保育園
- 吉原船津簡易郵便局
- 富士市立吉原東小学校

## 交通アクセス
- 岳南電車岳南線 岳南江尾駅から徒歩10分
- 東海道本線 東田子の浦駅から車7分